# Aeroporto Internazionale di Chongqing-Jiangbei
L'aeroporto Internazionale di Chongqing-Jiangbei (IATA: CKG, ICAO: ZUCK) è un aeroporto internazionale situato nel distretto di Yubei a Chongqing, in Cina. L'aeroporto di Jiangbei è anche un aeroporto di transito senza visto di 72 ore per gli stranieri di molti paesi. Nel 2017 è arrivata al primo posto nella categoria "Miglior aeroporto nella categoria 25-40 milioni di passeggeri" da parte di Airports Council International.
Situato a 19 chilometri a nord del centro di Chongqing, l'aeroporto è un importante hub per le compagnie aeree della Cina occidentale, tra cui China Express Airlines, China Southern Airlines (Chongqing Airlines), Sichuan Airlines, Shandong Airlines, Xiamen Airlines e China West Air.
L'aeroporto opera su tre terminal: il Terminal 2 serve i voli nazionali, il Terminal 3A altri voli nazionali e tutti i voli internazionali e il Terminal 1 è attualmente chiuso. La prima, la seconda e la terza fase dell'aeroporto sono entrate in funzione rispettivamente nel gennaio 1990, dicembre 2004 e dicembre 2010. Il Terminal 2 è in grado di gestire 15 milioni di passeggeri e il Terminal 3A è in grado di gestire 45 milioni di passeggeri all'anno.
In termini di traffico passeggeri, l'aeroporto di Jiangbei è stato il nono aeroporto più trafficato a livello nazionale nel 2018, gestendo 41.595.887 passeggeri con una crescita annua del 7,4 percento.

## Storia
L'aviazione civile di Chongqing risale agli anni 1920. Dopo il completamento dell'aeroporto di Baishiyi nel 1938, Chongqing è diventata una delle quattro città cinesi ad avere un aeroporto operativo. Nel 1950, quattro rotte aeree da Tianjin, Chengdu, Guangzhou e Kunming a Chongqing sono state le prime ad essere aperte dopo la creazione della Repubblica Popolare Cinese nel 1949. Nel 1965, l'Amministrazione dell'aviazione civile cinese aprì un ufficio nella provincia del Sichuan e l'aeroporto di Chongqing divenne soggetto ad essa. Lo sviluppo dell'aviazione civile di Chongqing si è poi fermato fino agli anni 1990.
Il 22 gennaio 1990 è stato inaugurato il nuovo aeroporto di Chongqing-Jiangbei, che ha sostituito le funzioni di volo commerciale del vecchio aeroporto Baishiyi, rimasto aperto come aeroporto militare. Lo sviluppo dell'aviazione civile riprese. Nel 1997, quando l'area di Chongqing divenne una quarta municipalità della Cina, l'Amministrazione dell'aviazione civile della Cina stabilì una filiale a Chongqing nello stesso anno.

## Sviluppo
L'aeroporto Internazionale di Chongqing Jiangbei è in fase di grande espansione, con l'obiettivo di diventare un importante hub aereo internazionale e di diventare il più grande aeroporto della Cina occidentale entro il 2030. L'aeroporto ha delineato piani di crescita ambiziosi, competendo con l'aeroporto di Chengdu, l'aeroporto di Kunming, l'aeroporto di Wuhan e l'aeroporto di Xi'an per essere riconosciuto come il quarto hub aereo più grande della nazione (dopo quelli di Pechino, Shanghai e Canton).
Secondo il CAPA's Airport Traffic Benchmark Tool, l'aeroporto di Jiangbei ha raggiunto i tassi di crescita più rapidi dal 2011. Il 1º novembre 2015, i passeggeri annuali dell'aeroporto di Jiangbei hanno superato per la prima volta i 30 milioni.

### Espansione
Il progetto di espansione nella fase III, che comprendeva una seconda pista e un ulteriore Terminal, il T2, è stato avviato nel 2007 e completato nel 2010. Gli elementi principali della costruzione sono stati l'aggiunta di una seconda pista di 3 200 metri (poi allungata a 3 600 metri per soddisfare gli atterraggi e i decolli dei Boeing 747 e le richieste di Hewlett-Packard Development Company, L.P.) a est della pista esistente, la costruzione di una via di rullaggio parallela tra le due piste e l'installazione di un sistema di illuminazione di supporto visivo. È stato inoltre costruito un secondo edificio per il terminal (T2) con una superficie di 86 000 metri quadrati, un piazzale con 41 posti per il parcheggio degli aeromobili, una stazione merci e strutture di supporto che occupano un'area di 20 000 metri quadrati. Il costo è stato di 3,3 miliardi di CNY (538 milioni di dollari). Il 22 dicembre 2010 è stata messa in funzione la seconda pista, che ha reso l'aeroporto di Jiangbei il quarto aeroporto della Cina continentale a gestire due piste, una esclusivamente per le partenze e l'altra esclusivamente per gli arrivi.
L'attuale grande espansione dell'aeroporto di Jiangbei, la fase IV, prevede la costruzione di una terza pista e di un nuovo terminal, il T3A, con una superficie di 530 000 metri quadrati, più del doppio dei terminal esistenti (T1 e T2A/T2B) messi insieme, per un costo di 26 miliardi di CNY (4,1 miliardi di dollari). Il T3A è stato completato nel 2016, posizionando l'aeroporto di Jiangbei tra i 15 aeroporti più grandi della Cina, con una capacità annuale di 60 milioni di passeggeri e di 2 milioni di tonnellate di merci. Metà del nuovo terminal è destinato ai voli internazionali provenienti dalle principali città del Sud-Est asiatico, dell'Asia orientale, del Medio Oriente, dell'Africa, dell'Europa e del Nord America. Dopo il completamento della Fase IV di espansione, l'aeroporto di Jiangbei diventerà il quarto aeroporto della Grande Cina (compresi Hong Kong, Macao e Taiwan) ad avere tre piste in funzione, di cui la pista n. 3 (03/21) sarà gestita in modo indipendente in aggiunta alla coppia n. 1 (02L/20R) e n. 2 (02R/20L).
Per l'aeroporto di Jiangbei è prevista una quinta fase di espansione che dovrebbe includere un nuovo terminal, il T3B, progettato da Zaha Hadid Architects e CSWADI, e una quarta pista. Questa fase sarà completata a metà degli anni 2020.

### Traffico cargo
Il traffico di merci è aumentato a un tasso medio del 14% nei primi sei mesi del 2011, trainato dalla crescita esponenziale delle merci internazionali. Nella prima metà del 2011, i volumi di merci e posta internazionali sono aumentati di 12 volte rispetto ai livelli del 2010, superando le 9 000 tonnellate. Nella seconda metà del 2011, il tasso di crescita è stato mantenuto, con Hewlett-Packard, Asus e altri marchi di grande capacità di produzione IT internazionale che hanno sostenuto l'aumento, fino a raggiungere le 60 000-80 000 tonnellate di merci internazionali previste per tutto l'anno.

### Nuove rotte internazionali
Prima del 2010, le destinazioni internazionali dell'aeroporto internazionale di Chongqing-Jiangbei terminavano tutte in Asia orientale e sudorientale, compresi i voli diretti per Tokyo (con scalo a Pechino o Shanghai), Seul, Singapore, Bangkok, Phuket, Siem Reap, ecc. Nel 2011, Qatar Airways ha aperto una nuova rotta per Doha.
Con il nuovo terminal T3A in funzione dall'agosto 2017, l'aeroporto ha avuto diverse nuove rotte internazionali con voli non-stop per Londra, Dubai, Los Angeles, New York, Sydney, Melbourne, Roma, Parigi e Budapest. Il terminal T3A e la terza pista dell'aeroporto sono entrati in funzione alle 06:00 del 29 agosto 2017. Nel frattempo, il T1 è stato temporaneamente chiuso, il T2 serve solo i voli nazionali operati da Sichuan Airlines, West Air, Huaxia Airlines e Spring Airlines, mentre i restanti voli sono stati trasferiti al T3A. Inoltre, l'aeroporto gestisce una navetta gratuita tra il T2 e il T3A in funzione 24 ore su 24.

## Incidenti
- 12 maggio 2022: il volo Tibet Airlines 9833 ha subito un'uscita di pista che ha provocato il distacco dalle ali di entrambi i motori, seguita da un incendio vicino alla parte anteriore sinistra dell'aeromobile. 36 persone sono rimaste ferite durante l'evacuazione.[9]